# Дайсон, Ник
Ник Да́йсон (англ. Nick Dyson, род. 19 декабря 1969 года) — английский бывший профессиональный игрок в снукер. Дайсон — один из немногих, кому удавалось сделать более чем один максимальный брейк за профессиональную карьеру (первый — на турнире UK Tour Event в 1999-м, второй — на чемпионате Великобритании в 2000-м). Он восемь раз выходил в 1/8 финала рейтинговых турниров, а также в 1/16 на чемпионатах мира 1991 и 2001 годов.